# Piel (canción)
«Piel» es una canción interpretada por el cantante y rapero argentino Tiago PZK con la banda de cumbia argentina Ke Personajes. Fue publicada el 1 de febrero de 2024, a través de Grand Move Records y Warner Music Latina, como el primer sencillo del segundo álbum de estudio Gotti A (2024) de Tiago PZK.

## Composición y letra
«Piel» es una pista caracterizada por los sonidos de la cumbia, que fue escrita por Tiago PZK, Emanuel Noir, Keytin y Tatool, siendo estos dos últimos los responsable de la producción musical de la canción junto a un grupo de productores denominados La Crème conformado por Alejandro Robledo, Cristian Camilo Ortiz, Filly Andrés Lima Maya, Kevyn Mauricio Cruz y Lenin Yorney Palacios. La letra expresa una serie de sentimientos y emociones sobre un amor no correspondido, al cual se le manifiesta la petición de una oportunidad de comenzar una relación.

## Recepción

### Comentarios de la crítica
En una reseñara para Billboard, Ingrid Fajardo escribió «cuando se combinan los géneros de música urbana y cumbia se crea un nuevo himno perfecto», «Tiago PZK logra regalar a sus fans una poderosa canción de cumbia villera con infusión urbana» y «el tema comienza con la hermosa melodía de un piano y luego transiciona a una cumbia pegadiza y sensual».

### Desempeño comercial
El sencillo ingresó en el puesto 31 del Argentina Hot 100 de Billboard, lo que significó el debut más alto para una canción en la semana del 17 de febrero de 2024. A la semana siguiente, la canción subió a la posición 17 y en la semana del 9 de marzo de 2024 alcanzó su pico en la lista ubicándose en el puesto 3. Según un informe realizado por la Cámara Argentina de Productores de Fonogramas y Videogramas (CAPIF), «Piel» fue la segunda canción más escuchada del año 2024 en Argentina, quedando por detrás de «Hola perdida» de Luck Ra y Khea.

## Premios y nominaciones
| Premiación            | Año  | Categoría                       | Resultado | Ref.   |
| --------------------- | ---- | ------------------------------- | --------- | ------ |
| Premios Carlos Gardel | 2025 | Mejor canción tropical / cumbia | Nominado  | [ 9 ]  |
| Premios Quiero        | 2024 | Mejor video urbano              | Ganador   | [ 10 ] |
| Premios Quiero        | 2024 | Mejor encuentro extraordinario  | Nominado  | [ 10 ] |
| Video Prisma Awards   | 2024 | Mejor video                     | Nominado  | [ 11 ] |
| Video Prisma Awards   | 2024 | Mejor dirección                 | Nominado  | [ 11 ] |

## Posicionamiento en las listas
| Listas (2024-2025)             | Mejor posición |
| ------------------------------ | -------------- |
| Argentina (Monitor Latino)     | 12             |
| Argentina Hot 100 (Billboard)  | 3              |
| Bolivia (Billboard)            | 1              |
| Bolivia (Monitor Latino)       | 2              |
| Chile (Billboard)              | 15             |
| Chile (Monitor Latino)         | 4              |
| Ecuador (Billboard)            | 12             |
| Ecuador (Monitor Latino)       | 7              |
| El Salvador (ASAP EGC)         | 5              |
| Hot Tropical Songs (Billboard) | 20             |
| Paraguay (Monitor Latino)      | 4              |
| Perú (Billboard)               | 10             |
| Perú (Monitor Latino)          | 6              |
| Uruguay (Monitor Latino)       | 2              |

| Listas (2024)  | Mejor posición |
| -------------- | -------------- |
| Paraguay (SGP) | 4              |
| Uruguay (CUD)  | 2              |

| Listas (2024)              | Mejor posición |
| -------------------------- | -------------- |
| Argentina (Monitor Latino) | 44             |
| Bolivia (Monitor Latino)   | 4              |
| Chile (Monitor Latino)     | 36             |
| Ecuador (Monitor Latino)   | 12             |
| Guatemala (Monitor Latino) | 68             |
| Paraguay (Monitor Latino)  | 5              |
| Perú (Monitor Latino)      | 11             |
| Uruguay (Monitor Latino)   | 9              |

## Certificaciones
| País           | Organismo certificador | Certificación | Ventas certificadas | Simbolización | Ref.   |
| -------------- | ---------------------- | ------------- | ------------------- | ------------- | ------ |
| Chile          | PROFOVI                | Diamante      | 41 000 000          | ✦             | [ 36 ] |
| España         | PROMUSICAE             | Oro           | 30 000              | ●             | [ 37 ] |
| Estados Unidos | RIAA                   | 2× Platino    | 120 000             | ▲             | [ 38 ] |
| México         | AMPROFON               | Platino       | 140 000             | ▲             | [ 39 ] |

## Créditos y personal
Adaptados desde Genius.

### Producción
- Tiago PZK: voz y composición
- Emanuel Noir: voz y composición
- Santiago «Tatool» Ruiz: composición, producción musical
- Alejandro «Noise Up» Robledo: composición, producción musical
- Cristian Camilo Ortiz: composición, producción musical
- Filly Andrés Lima Maya: composición, producción musical
- Kevyn Mauricio «Keytin» Cruz: composición, producción musical
- Lenin Yorney «L.E.X.U.Z» Palacios: composición, producción musical

### Técnico
- Luis Barrera Jr.: ingeniería de mezcla

## Historial de lanzamientos
| Región | Fecha                | Formato(s)                 | Discográfica                           | Ref.   |
| ------ | -------------------- | -------------------------- | -------------------------------------- | ------ |
| Varios | 1 de febrero de 2024 | Descarga digital streaming | Grand Move Records Warner Music Latina | [ 41 ] |